# 271-я ночная бомбардировочная авиационная дивизия
271-я ночная бомбардировочная авиационная Сталинградско-Речицкая ордена Суворова дивизия (271-я нбад) — авиационное соединение Военно-Воздушных сил (ВВС) Вооружённых Сил РККА ночной бомбардировочной авиации, принимавшее участие в боевых действиях Великой Отечественной войны.

## История наименований дивизии

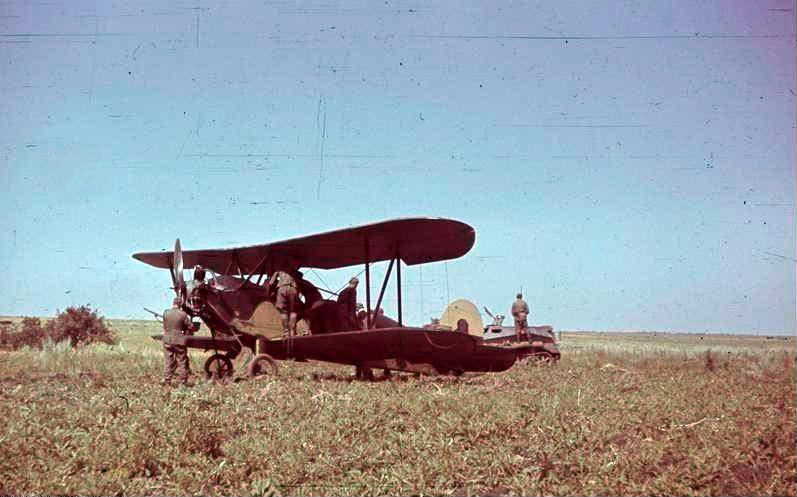
По-2. На таких самолётах воевали полки дивизии. Фото Немецкого федерального архива

- 75-я смешанная авиационная дивизия;
- 75-я авиационная дивизия;
- 75-я истребительная авиационная дивизия.
- ВВС 38-й армии;
- 271-я ночная бомбардировочная авиационная дивизия;
- 271-я ночная бомбардировочная авиационная Сталинградская дивизия;
- 271-я ночная бомбардировочная авиационная Сталинградско-Речицкая дивизия;
- 271-я ночная бомбардировочная авиационная Сталинградско-Речицкая ордена Суворова дивизия;
- 9-я гвардейская ночная бомбардировочная авиационная Сталинградско-Речицкая ордена Суворова дивизия;
- 9-я гвардейская бомбардировочная авиационная Сталинградско-Речицкая ордена Суворова дивизия;
- 9-я гвардейская бомбардировочная авиационная Сталинградско-Речицкая Краснознамённая ордена Суворова дивизия.

## История и боевой путь дивизии
В июне 1942 года на базе Управления ВВС 38-й армии была на основе приказа НКО № 00119 от 9 июня 1942 года сформирована 271-я ночная бомбардировочная авиационная дивизия, которая вошла в состав действующей армии с 13 июня 1942 года. В составе 8-й воздушной армии дивизия приняла участие в оборонительных сражениях Юго-Западного фронта на полтавском, купянском и валуйско-россошанском направлениях. В Сталинградской битве в период оборонительного сражения и контрнаступления полки дивизии уничтожали живую силу и технику противника перед фронтом 24-й и 66-й армий, а также вражеские самолёты на аэродроме Большая Россошка.
В ночь на 21 октября дивизия пятьюдесятью самолётами уничтожала скопления войск противника в районах совхоз Опытное поле, балка Сухая Мечетка, Орловка, Городище. Дивизия выполнила 235 боевых вылетов. В течение 20 и 21 октября лётчиками армии было выполнено 624 боевых вылета.
В ходе Сталинградской битвы дивизия с 1 по 19 ноября уничтожала резервы армии противника. Боевыми вылетами лётчики не только наносили потери противнику, но и изнуряли его войска перед операцией. В этот период отлично выполняли боевые задания экипажи: лётчик М. И. Гуторов и штурман П. А. Ефимов, А. С. Гаврилов и Буйнов, П. С. Пономарёв и Н. К. Пивень, Плеханов и Матвеев, Е. Н. Синайский и А. П. Головко, Черняев и Н. М. Хохлов, В. И. Зубов и Д. И. Езерский.

Нельзя умолчать о скромных тружениках войны, летавших на легкомоторных самолётах По-2. Они наносили удары по врагу, не пропуская почти ни одной ночи. Их не останавливали ни ветер, ни снежный буран, ни даже грозный для авиации туман. Были ночи, когда летчики выполняли по 7 — 8 боевых вылетов. А ведь эта безобидная на первый взгляд учебная машина поднимала до 350 кг бомб, то есть половину того, что мог поднять штурмовик Ил-2— маршал авиации С. И. Руденко о лётчиках ночных бомбардировочных авиаполков
За боевые отличия, стойкость и массовый героизм личного состава, проявленные в Сталинградской битве, приказом НКО СССР № 64 от 8 февраля 1943 года 702-й ночной бомбардировочный авиационный полк и 901-й ночной бомбардировочный авиационный полк были преобразованы в гвардейские. За отличия в боях под Сталинградом дивизии было присвоено наименование «Сталинградская».
Из-под Сталинграда в феврале 1943 года дивизия в составе 16-й воздушной армии перебазировалась на вновь образованный Центральный фронт в район Курского выступа.
При подготовке к Курской битве в мае — июне 1943 года дивизией было выполнено 5480 боевых вылетов в полосе Центрального фронта. Помимо материального ущерба эти бомбардировки изнуряюще действовали на вражеские войска, снижая их моральное состояние.
Осенью 1943 года полки дивизии при освобождении левобережной Украины уничтожали отходившие колонны противника на дорогах, бомбардировали железнодорожные узлы Бахмач и Конотоп, наносили удары по переправам через Десну на участке Новгород-Северский, Витемля. Кроме того, ночные бомбардировщики транспортировали боеприпасы на днепровские плацдармы для войск 13-й армии.
В конце сентября дивизия действовала на лоевском направлении, поддерживая войска фронта при форсировании Днепра и захвате плацдапма на его западном берегу. 11 — 13 ноября войска Белорусского фронта прорвали севернее Лоева оборону противника и, преследуя его в северо-западном направлении, 18 ноября овладели городом Речица, одновременно вышли на реку Березина. В боях за освобождение Речицы особо отличились ночные бомбардировщики дивизии. Приказом Верховного Главнокомандующего дивизии было присвоено почётное наименование «Речицкая».
С ноября 1943 года дивизия в составе Белорусского, с 1 марта 1944 года 1-го Белорусского фронтов, участвовала в операциях по освобождению Белоруссии и восточных районов Польши. Её полки привлекались для содействия 3-й и 48-й армиям в наступлении у Рогачёва. В ночь перед наступлением 24 июня 1944 года дивизия вместе с 242-й ночной бад и во взаимодействии с авиацией дальнего действия наносили удары по войскам противника в районах к северу и западу от Рогачёва и Озаричей, боевым ударам ночников мешал сильный туман. Своими действиями одиночных самолётов дивизии препятствовали движению противника по дорогам северо- и юго-восточнее Бобруйска.
За успешное выполнение заданий командования в боях с немецкими захватчиками при освобождении города Рогачёв и проявленные при этом доблесть и мужество Указом Президиума Верховного Совета СССР от 26 февраля 1944 года дивизия награждена орденом «Суворова II степени».
В дальнейшем дивизия содействовала войскам фронта в разгроме барановичской группировки противника, одиночными самолётами уничтожала вражескую артиллерию на позициях, автотранспорт на дорогах, живую силу и технику в районе Полонечка, Ляховиче, Бытень, Слоним, железнодорожные эшелоны на станциях Мацеюв, Лесьна и разрушала переправы через реку Мышанка западнее Барановичей. Также занималась переброской горючего для войск и авиации на аэродром Барановичи. Только за 11, 12 и 14 июля самолёты По-2 доставили 50 т бензина и 19 т масла. В конце июля ночью и днём транспортировали горючее и боеприпасы для 4-го гвардейского кавалерийского корпуса и 65-й армии. Всего ими было доставлено 16,5 т горючего и большое количество различных боеприпасов.
С августа 1944 года дивизия участвует в боях за плацдармы и оказании помощи повстанцам Варшавы. К 29 июля войска 69-й армии, наступавшие на левом крыле фронта, овладели на Висле плацдармом в районе Пулавы. В районе Магнушева форсирование Вислы началось 1 августа силами 8-й гвардейской армии. Для её поддержки наряду с другими была выделена дивизия.
За проявленную отвагу в боях, дисциплину и организованность, за героизм личного состава, проявленные воинами дивизии в борьбе с немецкими захватчиками 271-й ночной бомбардировочной авиационной Сталинградско-Речицкой ордена Суворова дивизии приказом НКО СССР № 0270 от 19 августа 1944 года присвоено звание гвардейской и она получила наименование 9-я гвардейская ночная бомбардировочная авиационная Сталинградско-Речицкая ордена Суворова дивизия.

### Участие в операциях и битвах
- Воронежско-Ворошиловградская операция — с 28 июня 1942 года по 24 июля 1942 года.
- Донбасская операция — с 7 июля 1942 года по 24 июля 1942 года.
- Сталинградская битва — с 4 сентября 1942 года по 2 февраля 1943 года.
- Воздушная операция ВВС РККА по уничтожению немецкой авиации на аэродромах в мае 1943 года — с 6 мая 1943 года по 8 мая 1943 года.
- Орловская операция (1943) — с 12 июля 1943 года по 18 августа 1943 года.
- Черниговско-Припятская операция — с 26 августа 1943 года по 30 сентября 1943 года.
- Гомельско-Речицкая операция — с 10 ноября 1943 года по 30 ноября 1943 года.
- Освобождение Правобережной Украины — с 24 декабря 1943 года по 17 апреля 1944 года.
- Калинковичско-Мозырская операция — с января 1944 года по февраль 1944 года.
- Рогачевско-Жлобинская операция — с 21 февраля 1944 года по 26 февраля 1944 года.
- Белорусская операция — с 24 июня 1944 года по 29 августа 1944 года.
- Бобруйская операция — с 24 июня 1944 года по 29 июня 1944 года.
- Минская операция — с 29 июня 1944 года по 4 июля 1944 года.
- Барановичская операция — с 5 июля 1944 года по 16 июля 1944 года.
- Люблин-Брестская операция — с 18 июля 1944 года по 2 августа 1944 года.

### В действующей армии
В составе действующей армии дивизия находилась с 13 июня 1942 года по 19 августа 1944 года.

### Командир дивизии
| Звание    | Имя                           | Период                                  | Примечание                                                        |
| --------- | ----------------------------- | --------------------------------------- | ----------------------------------------------------------------- |
| Полковник | Борисенко Михаил Харлампиевич | 11 июня 1942 года — 20 мая 1944 года    |                                                                   |
| Полковник | Рассказов Константин Иванович | 20 мая 1944 года — 19 августа 1944 года | с июня 1942 года по май 1944 года — заместитель командира дивизии |

### В составе объединений
| Дата          | Фронт (округ)         | Армия                | Примечания |
| ------------- | --------------------- | -------------------- | ---------- |
| 13.06.1942 г. | Юго-Западный фронт    | 8-я воздушная армия  |            |
| 13.09.1942 г. | Сталинградский фронт  | 16-я воздушная армия |            |
| 30.09.1942 г. | Донской фронт         | 16-я воздушная армия |            |
| 15.02.1943 г. | Центральный фронт     | 16-я воздушная армия |            |
| 20.10.1943 г. | Белорусский фронт     | 16-я воздушная армия |            |
| 04.04.1944 г. | Белорусский фронт     | 16-я воздушная армия |            |
| 16.04.1944 г. | 1-й Белорусский фронт | 16-я воздушная армия |            |
| 19.08.1944 г. | 1-й Белорусский фронт | 16-я воздушная армия |            |

## Части и отдельные подразделения дивизии
За весь период своего существования боевой состав дивизии не претерпевал изменений:
| Период                     | Наименование                                              | Вооружение                           |
| -------------------------- | --------------------------------------------------------- | ------------------------------------ |
| 13.06.1942 — 30.09.1942 г. | 10-й гвардейский бомбардировочный авиационный полк        | СБ, Ар-2, Пе-2, передан в 272-ю нбад |
| 13.06.1942 — 19.12.1942 г. | 623-й ночной бомбардировочный авиационный полк            | По-2, расформирован                  |
| 13.06.1942 — 19.12.1942 г. | 623-й ночной легкобомбардировочный авиационный полк       | По-2, расформирован                  |
| 13.06.1942 — 05.09.1942 г. | 818-й ночной дальнебомбардировочный авиационный полк      | ДБ-3Ф, расформирован                 |
| 05.07.1942 — 01.12.1942 г. | 372-й ночной бомбардировочный авиационный полк            | По-2, выведен в резерв               |
| 01.09.1942 — 08.02.1943 г. | 702-й ночной бомбардировочный авиационный полк            | По-2, переименован в 44-й гв. бап    |
| 01.09.1942 — 08.02.1943 г. | 901-й ночной бомбардировочный авиационный полк            | По-2, переименован в 45-й гв. бап    |
| 04.09.1942 — 01.12.1942 г. | 714-й ночной бомбардировочный авиационный полк            | По-2, выведен в резерв               |
| 04.09.1942 — 14.01.1944 г. | 970-й ночной бомбардировочный авиационный полк            | По-2, выведен в резерв               |
| 08.02.1943 — 19.08.1944 г. | 44-й гвардейский ночной бомбардировочный авиационный полк | По-2, вошёл в состав 9-й гв. бад     |
| 08.02.1943 — 19.08.1944 г. | 45-й гвардейский ночной бомбардировочный авиационный полк | По-2, вошёл в состав 9-й гв. бад     |
| 10.07.1943 — 19.08.1944 г. | 23-й гвардейский ночных бомбардировщиков авиационный полк | По-2, вошёл в состав 9-й гв. бад     |

## Почётные наименования

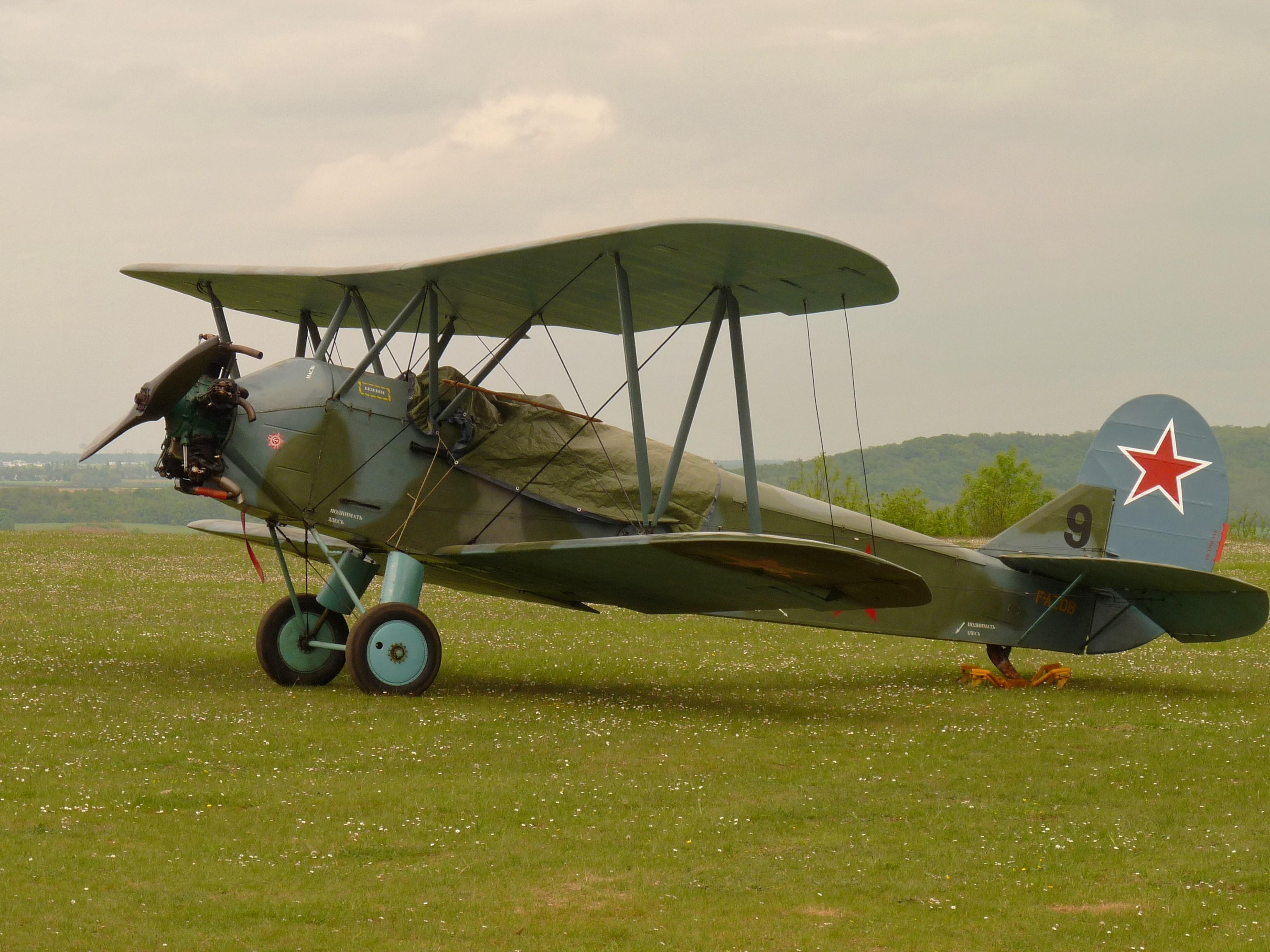
По-2. Ночной бомбардировщик, стоявший на вооружении всех полков дивизии

- 271-й ночной бомбардировочной авиационной дивизии за отличие в боях за Сталинград Приказом НКО № 207 от 4 мая 1943 года присвоено почётное наименование «Сталинградская».
- 271-й ночной бомбардировочной авиационной Сталинградской дивизии за отличие в боях при овладении городом Речица — крупным узлом коммуникаций и важным опорным пунктом обороны немцев на правом берегу среднего течения Днепра 18 ноября 1943 года приказом Верховного Главнокомандующего присвоено почётное наименование «Речицкая»[5].
- 970-му ночному бомбардировочному авиационному полку за отличие в боях за Сталинград Приказом НКО от 2 февраля 1943 года присвоено почётное наименование «Городище-Сталинградский».
- 44-му гвардейскому ночному бомбардировочному авиационному полку за отличие в боях за Сталинград Приказом НКО № 207 от 4 мая 1943 года присвоено почётное наименование «Донской».

## Награды
- 271-я ночная бомбардировочная авиационная Сталинградско-Речицкая дивизия за успешное выполнение заданий командования в боях с немецкими захватчиками при освобождении города Рогачёв и проявленные при этом доблесть и мужество Указом Президиума Верховного Совета СССР от 26 февраля 1944 года дивизия награждена орденом «Суворова II степени».
- 44-й гвардейский ночной бомбардировочный авиационный полк Указом Президиума Верховного Совета СССР награждён орденом «Боевого Красного Знамени».
- 970-й ночной бомбардировочный авиационный Городище-Сталинградский полк Указом Президиума Верховного Совета СССР награждён орденом «Кутузова III степени».

## Благодарности Верховного Главнокомандующего
Воинам дивизии объявлены благодарности Верховного Главнокомандующего: 
- За отличие в боях при овладении  городом Речица – крупным узлом коммуникаций и важным опорным пунктом обороны немцев на правом берегу среднего течения Днепра[5];
- За прорыв обороны немцев на бобруйском  направлении, юго-западнее города Жлобин и севернее города Рогачёв[6].

## Отличившиеся воины дивизии
- Сухов Николай Дмитриевич, гвардии капитан, заместитель командира эскадрильи 44-го гвардейского ночного бомбардировочного авиационного полка 271-й ночной бомбардировочной авиационной дивизии 16-й воздушной армии Указом Президиума Верховного Совета СССР от 1 июля 1944 года удостоен звания Герой Советского Союза. Золотая Звезда № 3046.